# Энтеоген
Энтеоген (от др.-греч. ἔνθεος «вдохновленный божеством, находящийся в экстазе» и γενέσθαι «становиться») — название неформальной группы различных субстанций природного происхождения, содержащих психоактивные вещества, традиционно использующиеся для достижения изменённого состояния сознания со спиритуальными коннотациями и приводящие к опьянению. Энтеогены используют шаманы для вхождения в «мистические состояния», в которых они «общаются с духами и божествами». В современном мире этим термином объединяют ряд наркотических веществ растительного происхождения, обладающих разнообразными способами действия на психику. Являются разновидностью психоделиков, выделяемой по признаку использования в религиозных целях в культурах отдельных народов. Входят в состав некоторых традиционных наркосодержащих напитков, например аяуаски.
Термин не является химической классификацией, поскольку психоактивные свойства энтеогенов формируются многими различными видами алкалоидов, терпеноидов, аминокислот и кумаринов.

## Некоторые традиционные энтеогены

### Повсеместно
- Сушёные шляпки Amanita muscaria (мухомор красный)
- Плодовые тела грибов рода Psilocybe (псилоцибе)

### Европа и Азия
- Корневище Nymphaea alba (кувшинка белая)

### Восточная Европа и Средняя Азия
- Семена Peganum harmala (гармала обыкновенная)

### Европа, Азия, Северная Америка
- Корневище Acorus calamus (аир обыкновенный)
- Корневище Nuphar lutea (кубышка жёлтая)

### Центральная Америка
- Листья Salvia divinorum (шалфей предсказателей)
- Трава Calea zacatechichi (калея закатечичи)

### Центральная и Южная Америка
- Семена Ipomoea violacea (Утреннее сияние)
- Семена Datura inoxia (Дурман индейский) (интродуцировано повсеместно)
- Кора корней Mimosa hostilis
- Кора Uncaria tomentosa (Ункария опушённая)

### Южная Америка
- Листья Diplopterys cabrerana (чалипонка, или чагропанга)
- Листья Psychotria viridis (чакруна)
- Стебли лианы Banisteriopsis caapi (лоза духов)
- Семена Paullinia cupana (гуарана)
- Листья Ilex paraguariensis (падуб парагвайский, или мате)
- Корень Pfaffia paniculata, или сума

### Карибский бассейн и Южная Америка
- Семена Anadenanthera peregrina (анаденантера иноземная)

### Центральная и Южная Америка и Карибский бассейн
- Листья Turnera diffusa (тёрнера раскидистая, или дамиана)

### Юго-Восточная Азия
- Листья Mitragyna speciosa (кратом)
- Листья Ginkgo biloba (гинкго)

### Гавайи
- Семена Argyreia nervosa (малая гавайская древовидная роза)

### Западная Африка
- Кора Pausinystalia johimbe (йохимбе)
- Кора корня Tabernanthe iboga (ибога)